# Batanes
La provincia de Batanes es una provincia insular de la República de Filipinas formada por diez islas situadas en el turbulento estrecho de Luzón, entre la isla de Taiwán al norte, las islas Babuyán y la isla de Luzón al sur, y el mar de China Meridional y el océano Pacífico al oeste y al este, respectivamente. Constituye la provincia más septentrional, la más pequeña y la menos poblada de Filipinas. La cabecera de la provincia es Basco, ubicada en la isla de Batán.

## Geografía

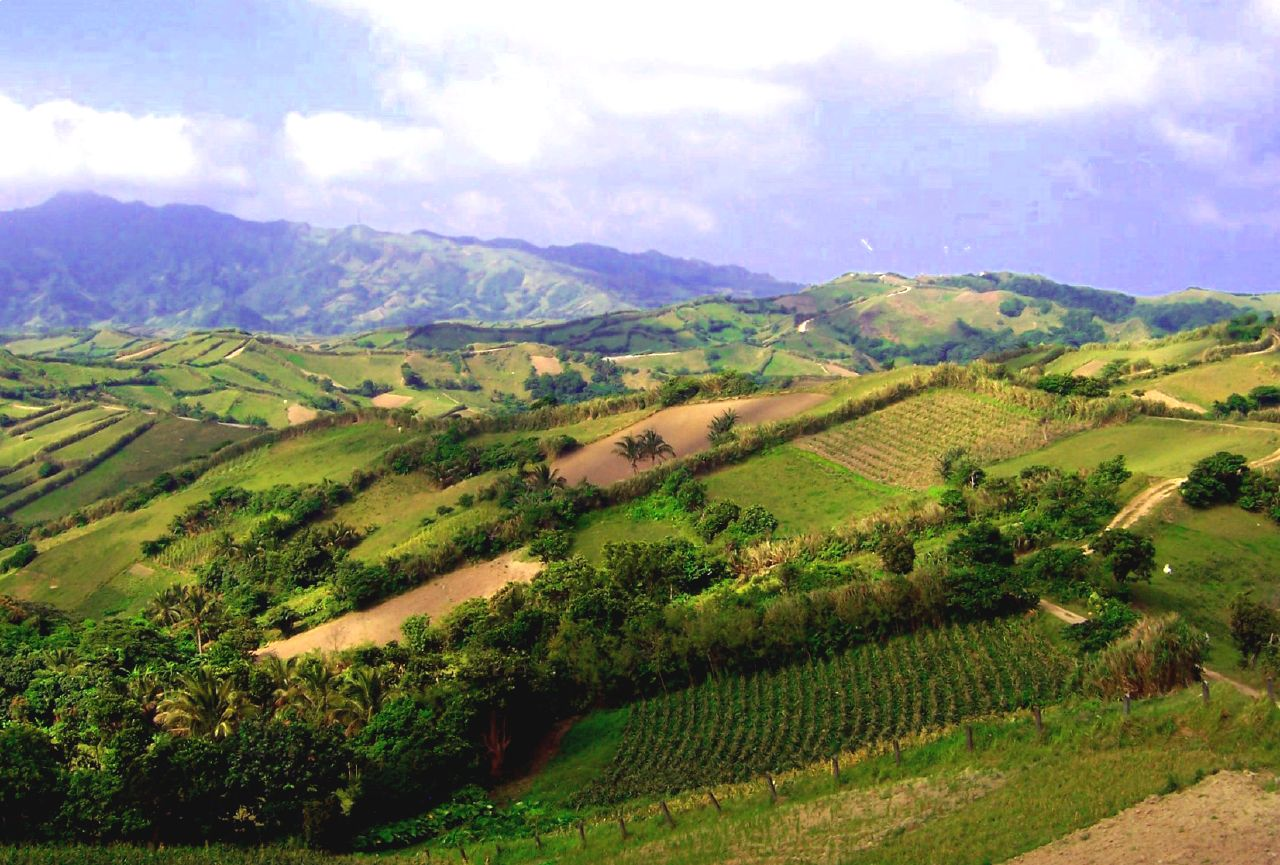
Colinas de Batanes.

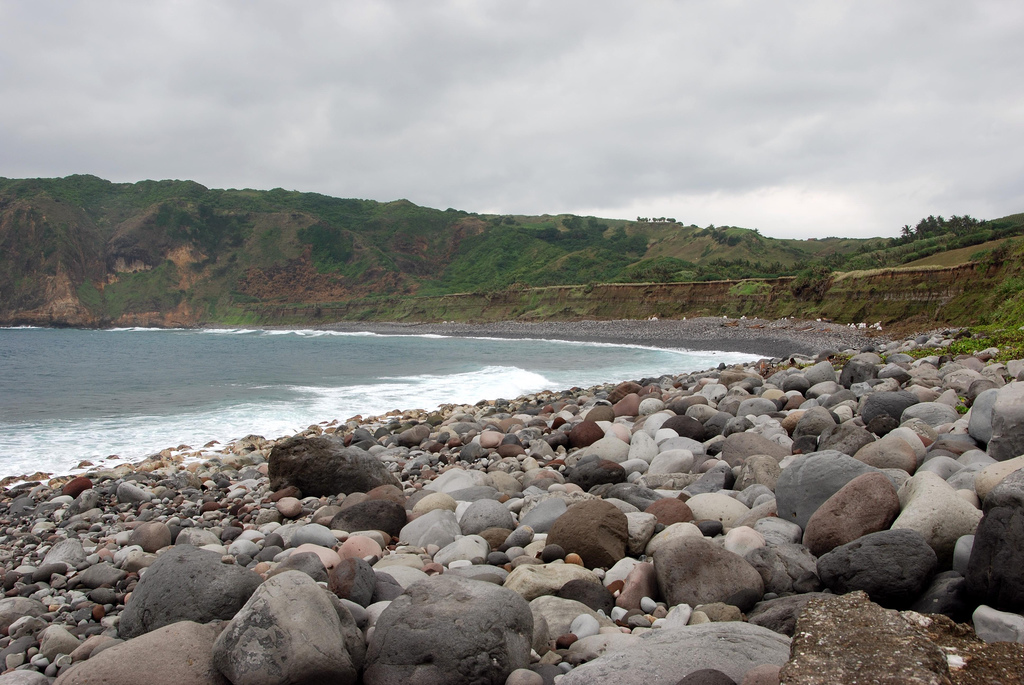
Playa rocosa.

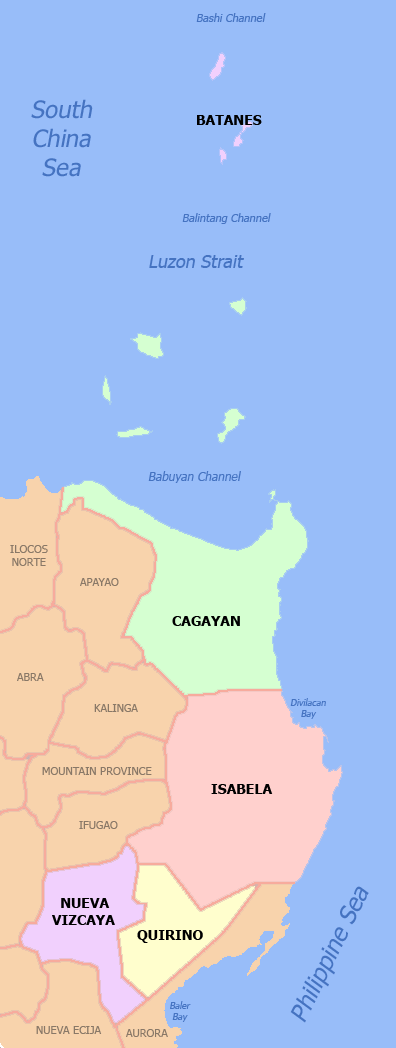
Provincias del Valle del Cagayán.

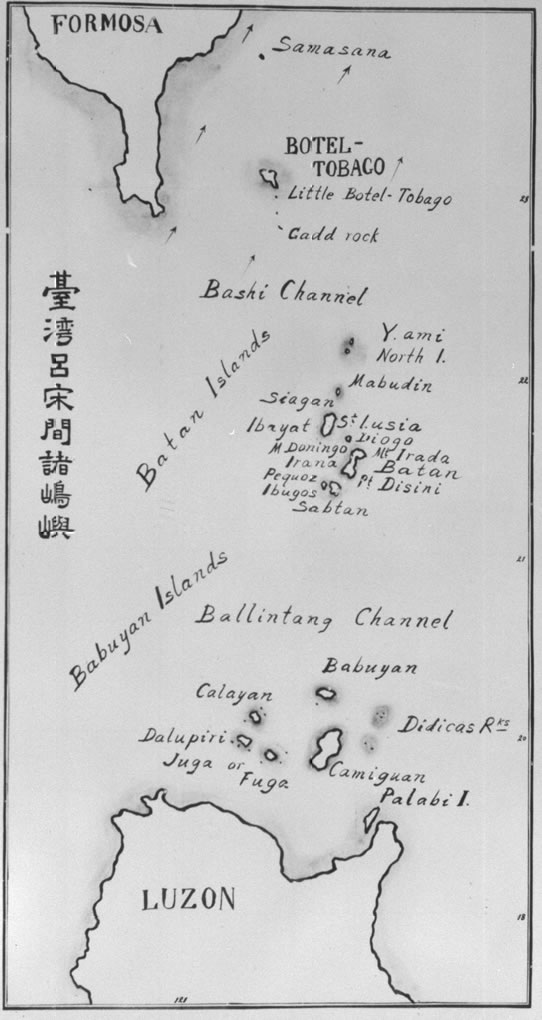
Estrecho de Luzón, islas Batanes y Babuyanes.

### Localización
La provincia de Batanes comprende las islas situadas al norte de las Filipinas. La isla de Y'ami está a solamente 224 km de Taiwán. El canal de Balintang, donde el océano Pacífico y el mar de China se unen, separa las islas del resto de Luzón. Las tres islas principales de Itbayat, Sabtang y Batán son las únicas habitadas del pequeño archipiélago. El censo del año 2000, arrojaba una población de 15 090 habitantes; el de 2020, reflejaba una población de 18 831 habitantes. Su capital es Basco y cuenta con seis municipios.

### Comunidades
La provincia de Batanes tiene seis comunidades disgregadas en 29 barangays o barrios.
| Ciudad/Municipalidad         | N.º de Barangays | Área (km²-207) | Población (2010) | Código    |
| ---------------------------- | ---------------- | -------------- | ---------------- | --------- |
| Basco                        | 6                | 49,46          | 7 907            | 020901000 |
| Itbayat Santa Maria de Mayan | 5                | 83,13          | 2 988            | 020902000 |
| Ivana                        | 5                | 16,54          | 1 249            | 020903000 |
| Mahatao                      | 4                | 12,90          | 1 583            | 020904000 |
| Sabtang                      | 6                | 40,70          | 1 637            | 020905000 |
| Uyugan                       | 4                | 16,28          | 1 240            | 020906000 |

### Orografía y clima

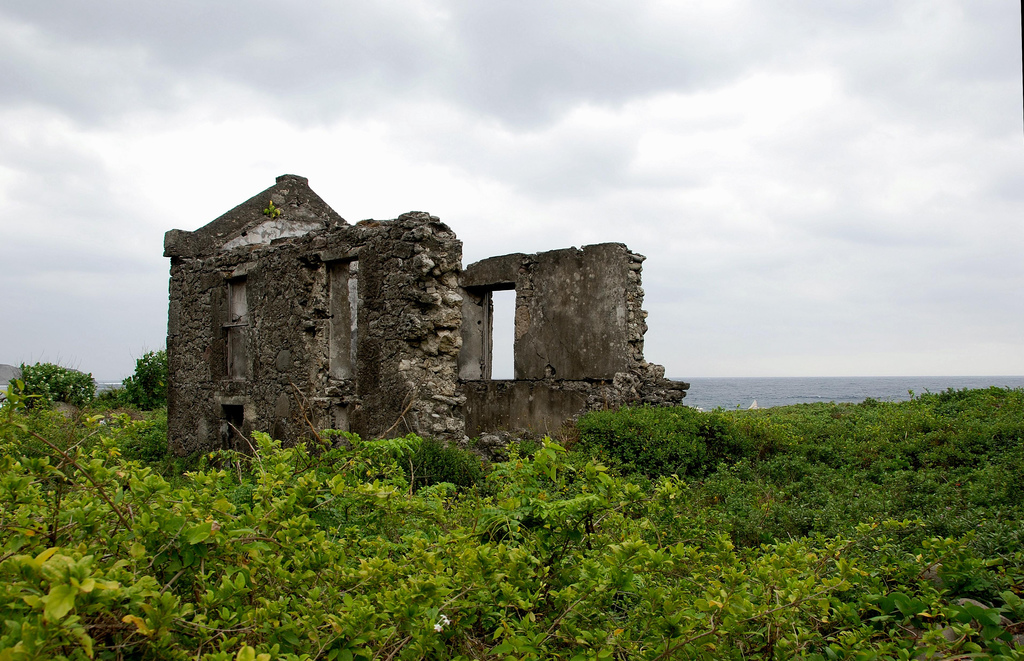
Ruinas cerca al mar, donde ocurrió un maremoto en los 1950.

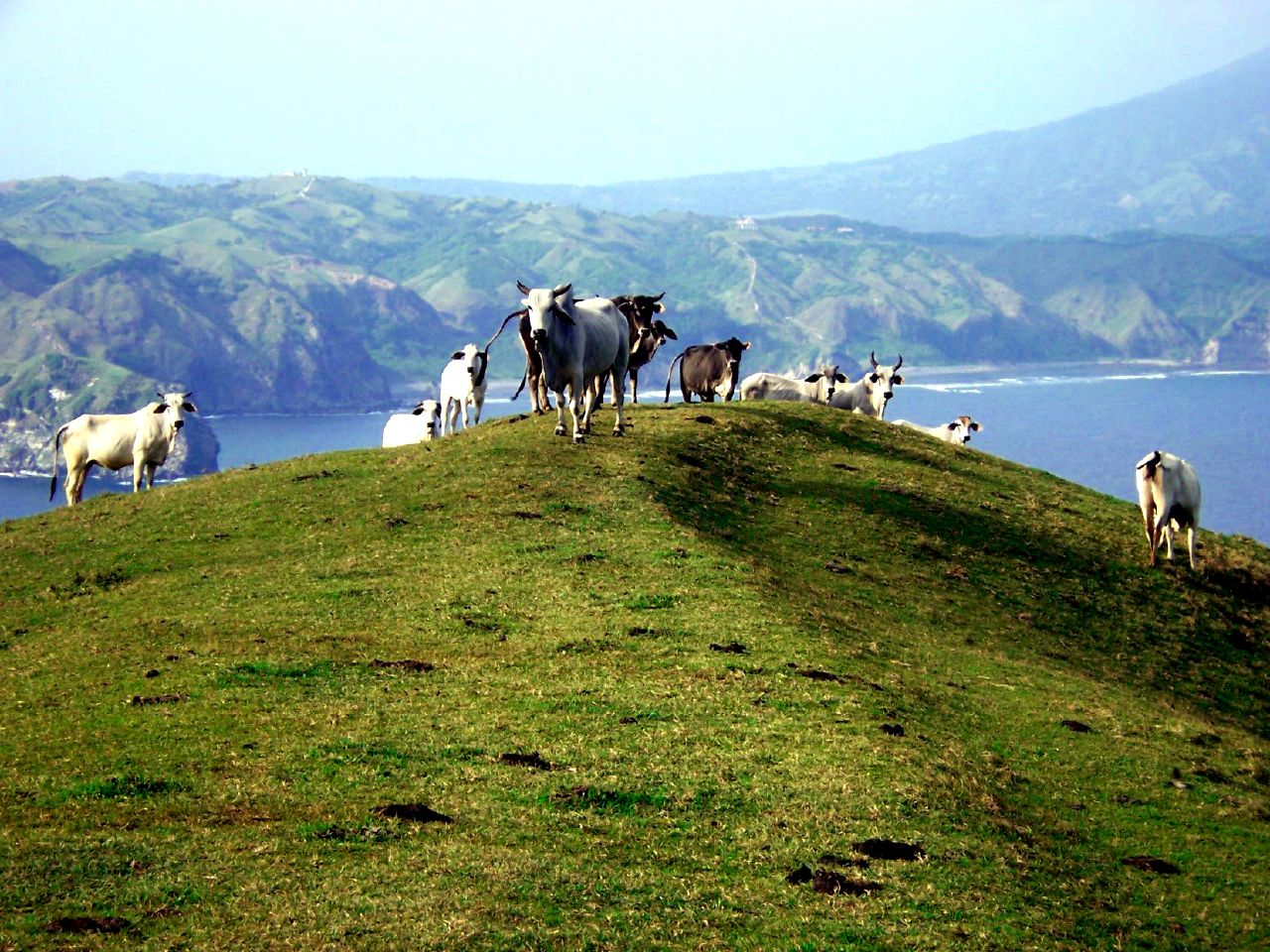
Vacas.

Casi la mitad de su extensión es montañosa. Los tifones del noroeste barren regularmente las islas desde julio a octubre, aunque las precipitaciones más importantes se producen a desde agosto hasta noviembre. Batanes, en su totalidad, goza de un clima agradablemente, más fresco que el resto de las Filipinas, debido a su mayor distancia del ecuador. A partir de diciembre hasta febrero, las temperaturas pueden bajar hasta 7 °C.

### Población
Batanes está habitada por la población de los batanes, gente robusta, autosuficiente y con un sentido muy fuerte de comunidad. Este pueblo remonta sus raíces a los navegantes formosanos prehistóricos que emigraron o fueron conducidos a las islas. Los batanes se relacionan de cerca con los habitantes antiguos de Formosa y con sus idiomas: de hecho, el batán y el ichbayaten, son entendidos al otro lado del canal de Bashi. Todos los habitantes de Batanes hablan y entienden el tagalo y el inglés.
La mayoría de la población de la isla (el 94 %) profesa la religión católica. El resto pertenece a otras confesiones cristianas.

## Etimología
El nombre Batanes es una forma plural hispanizada derivada del endónimo local Ivatan. 

## Historia
Los batanes vivían en lugares relativamente bien poblados cuando los viajeros occidentales visitaron las islas. William Dampier, un bucanero inglés, visitó las islas en 1687 y encontró a la gente organizada en comunidades construidas alrededor de aldeas protegidas llamadas idjangs, que eran generalmente posiciones defensivas sobre colinas escarpadas. Los frailes dominicos intentaron cristianizar a sus habitantes a partir de 1686 pero los esfuerzos fueron abandonados con la muerte de dos misioneros residentes. En 1718, los misioneros hicieron otra tentativa. 

### La dominación española

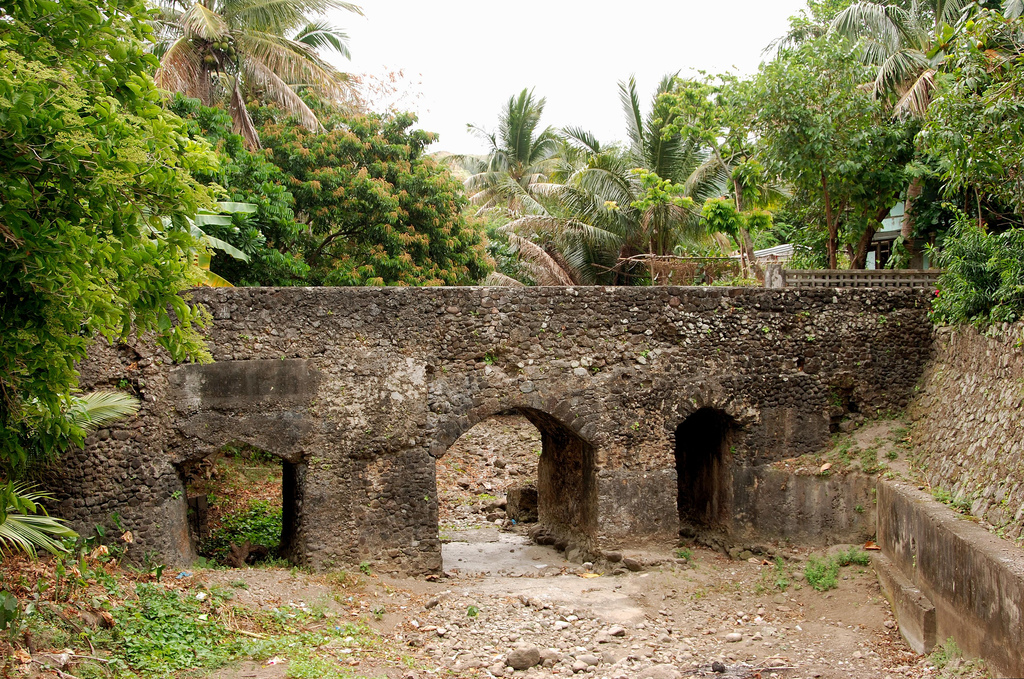
Puente español.

Bajo el gobernador José Basco y Vargas las islas finalmente fueron puestas bajo la Corona española en 1782. Batanes fue adscrita al Virreinato de Nueva España el año siguiente. Las islas fueron constituidas en una provincia separada, pero más tarde se agregó a la provincia de Valle del Cagayán. Las islas recuperaron el estado provincial en 1855.
La provincia de Batanes en 1787, según la Descripción de Felipe María de Govantes, era una de las Comandancias Político Militares de la Isla de Luzón y adyacentes. Entonces comprendía no solamente los grupos denominados Batanes (Ibayat, Batán, Saptang e Ibongos), sino también los denominados Babuyanes (Babuyán, Camiguín, Calayán, Dalupiri y Fuga). Están situados al norte de la isla de Luzón y al SE de la de Formosa.  Capital Santo Domingo de Basco.

### Dominación estadounidense
Tras la ocupación estadounidense, vuelve otra vez a la dependencia de Cagayán en el año 1900 en que los norteamericanos tomaron el control de las islas. En 1909, en virtud del acta n.º 1952, Batanes fue establecida otra vez como provincia separada.

### Segunda Guerra Mundial
Debido a su localización estratégica, Batanes fue uno de los primeros puntos del ataque de las fuerzas japonesas invasoras al principio de las hostilidades de la Segunda Guerra Mundial. Durante los años 50 y los años 60 el gobierno filipino animó a los batanes para que se establecieran en otras partes del país. Como resultado de ese programa, existen comunidades de batanes en las isla de Mindanao.

## Cultura

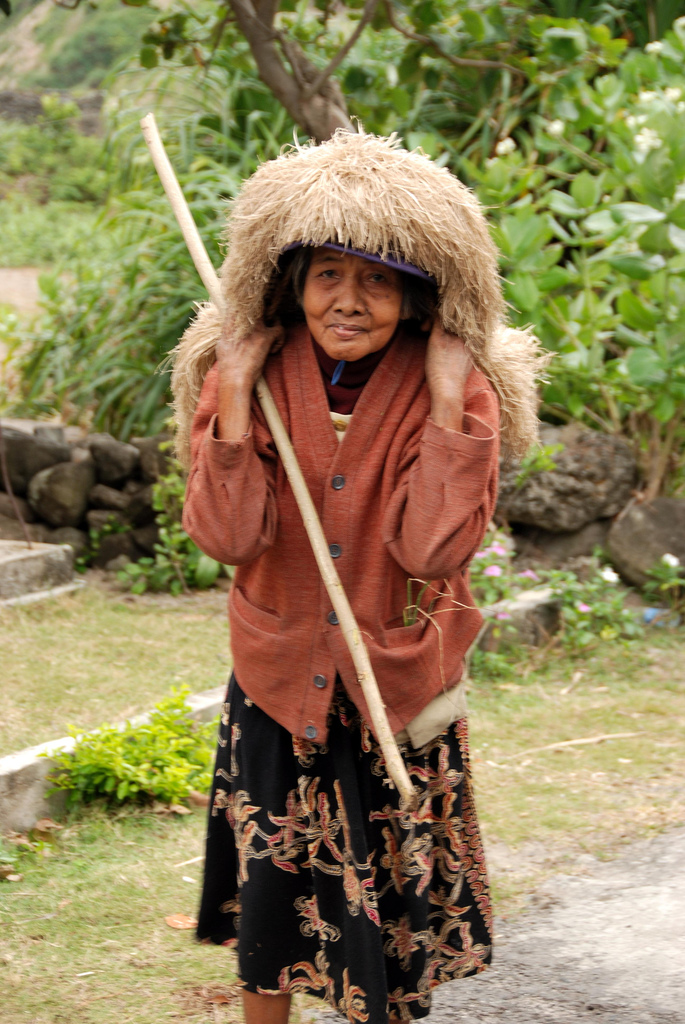
Una batán

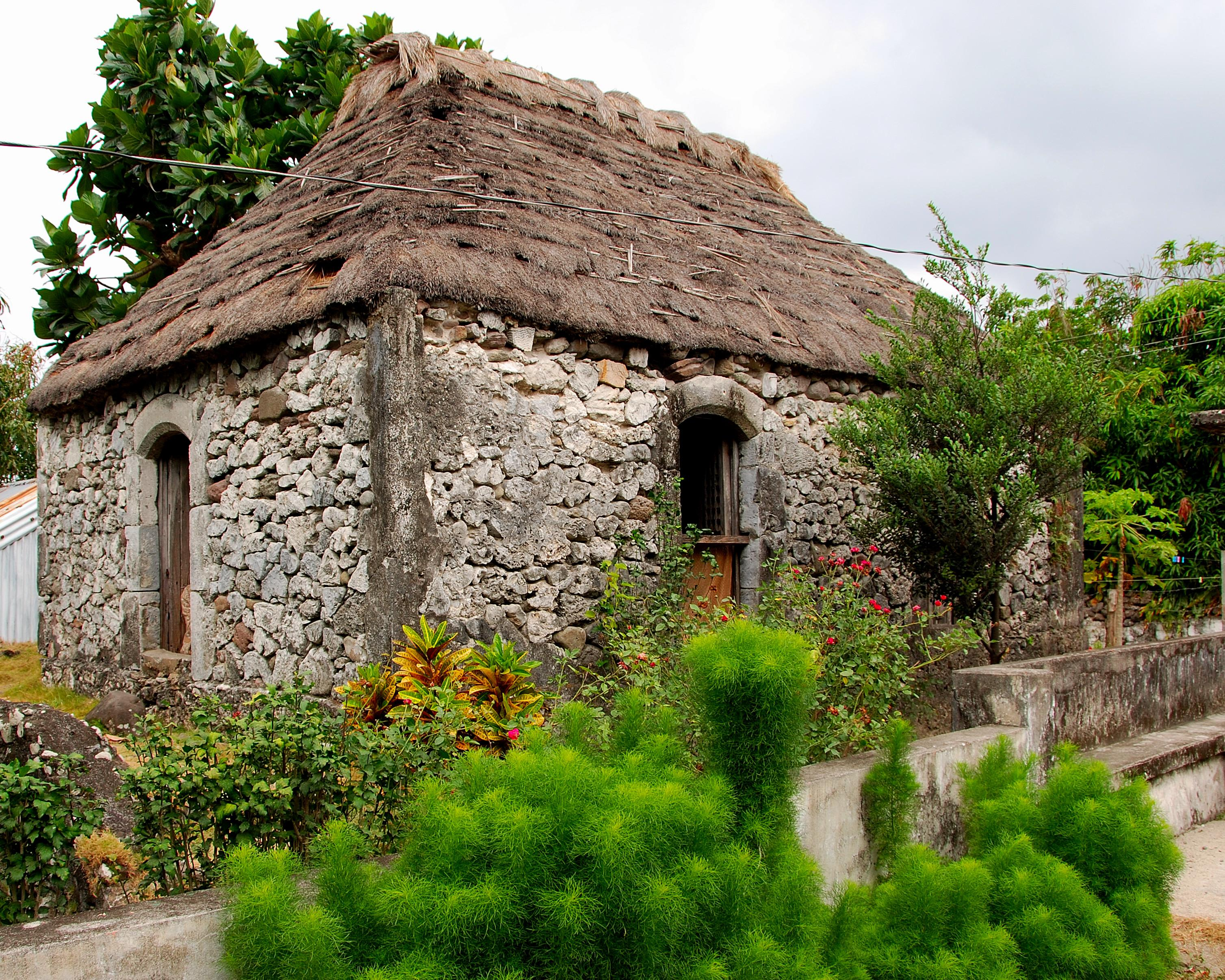
La casa más antigua de Ivana, hecha de coral.

La cultura, la arquitectura, la tecnología marítima y la agricultura se adaptan a la meteorología de las islas. Las casas batanes se construyen con las paredes gruesas de piedra y cal y se cubren con paja con capas espesas de cogón. Los campos se cercan a menudo con los árboles que rompen la furia del viento y permiten que los cultivos se desarrollen.
Al estar aisladas del resto de las Filipinas, la cultura de los batanes es muy rica en tradiciones indígenas. La abundancia de tradiciones orales sisyavak (anécdotas y cuentos chistosos) los kabbata (leyendas) los kabbuni (cribas) y pananaban (proverbios) hasta muy recientemente no han atraído la atención de los antropólogos. El laji, la letra de la canción es su forma literaria tradicional más importante y es cantado sin acompañamiento durante ocasiones importantes y fiestas. Las letras del laji son consideradas como el mejor exponente de la poesía isleña. El kalusan es un canto de trabajo, interpretado colectivamente por los trabajadores. Un vachi (solista) comienza cantando y el resto de los trabajadores continúan con la canción. El archipiélago entero es un museo vivo en el cual se saborea la cultura única de los batanes.

## Economía
Aproximadamente el 75% de los habitantes de Batanes son agricultores y pescadores. El resto está empleado en el sector gubernamental y de servicios. El ajo y el ganado son los principales cultivos comerciales. Los batanes plantan camote (batata), yuca, gabi o tubérculo y una variedad única de uvi blanca. La caña de azúcar se cultiva para producir palek, una especie de vino nativo, y vinagre.
En los últimos años, la captura de pescado ha disminuido debido a la falta de conocimientos técnicos. Las oportunidades de empleo son escasas. La mayoría de los habitantes de Ivata educados han emigrado a centros urbanos o se han ido al extranjero. 
En 2004 se puso en funcionamiento una planta de generación eólica diésel. 
La distancia y el mal tiempo van en contra de su crecimiento económico. Ciertos productos básicos como el arroz, los refrescos y la gasolina tienen un margen de beneficio del 75% al 100% sobre los precios minoristas de Manila. 

## Transporte
Se puede acceder a la provincia insular de Batanes por vía aérea, a través del aeropuerto de Basco y del de Itbayat. Hay vuelos diarios desde Manila con Philippine Airlines. Hay vuelos desde Tuguegarao (Cagayán) en pequeños aviones locales como Sky Pasada y Fliteline Airways. En enero de 2013 se anunció que PAL Express volaría a Batanes desde mayo de 2013.

## Patrimonio de la UNESCO
Toda la provincia figura en la lista provisional de la UNESCO para su inscripción en la Lista del Patrimonio Mundial. El gobierno ha estado ultimando la inscripción del sitio, estableciendo museos y programas de conservación desde 2001. El gobierno filipino estableció siete elementos del patrimonio intangible de Batanes en su inventario inicial en 2012. Los elementos están pasando por un proceso para ser incluidos en el Patrimonio de la UNESCO. 